# Code.org
Code.org is een website waar mensen kunnen leren coderen met command blokjes maar later ook met JavaScript en HTML.

## Oprichting
De website code.org werd in 2013 door de broers Hadi en Ali Partovi opgericht als een non-profit organisatie om het maken van computerprogramma's toegankelijker te maken. Het doel is studenten in een uur tijd enthousiast te maken voor het programmeren van computers.

## Hour of Code
Tijdens de Computer Science Education Week in december 2013 organiseerde Code.org de programmeerwedstrijd Hour of Code Challenge. Het doel was korte programmeerhandleidingen te maken. 